# Oreocarya johnstonii
Oreocarya johnstonii är en strävbladig växtart som först beskrevs av Larry C. Higgins, och fick sitt nu gällande namn av Hasenstab och M.G.Simpson. Oreocarya johnstonii ingår i släktet Oreocarya och familjen strävbladiga växter. Inga underarter finns listade i Catalogue of Life.